# Rok Jelen
Rok Jelen (* 31. März 2000) ist ein slowenischer Nordischer Kombinierer.

## Werdegang
Jelen, der für SSK Velenje startet, gab sein internationales Debüt bei den Nordischen Skispielen der OPA 2015 in Eisenerz, konnte jedoch nur die hinteren Ränge belegen. Bis zu seinem nächsten internationalen Einsatz vergingen rund elf Monate, ehe er Mitte Januar 2016 in Oberwiesenthal erstmals im Alpencup an den Start ging, allerdings die Punkteränge deutlich verpasste. In den folgenden Jahren konkurrierte er regelmäßig in der Wettkampfserie der OPA, die als wichtiger Leistungsvergleich für Junioren diente. Obwohl sich zunächst kaum zufriedenstellende Resultate einstellten, wurde er für den slowenischen Kader bei den Nordischen Junioren-Skiweltmeisterschaften 2017 in Park City nominiert. Dort wurde er bei allen drei Entscheidungen der Nordischen Kombinierer eingesetzt, doch platzierte er sich seinen bisherigen Leistungen entsprechend weit abgeschlagen hinter der Spitze. Eine Woche später debütierte er in Eisenerz im Continental Cup, wo er punktlos blieb. Auch bei seinem Grand-Prix-Debüt Ende September 2017 in Planica verfehlte er die Punkteränge deutlich. Nachdem er Anfang September 2018 in Winterberg seinen ersten Alpencup-Sieg feiern konnte, gelangen ihm wenige Wochen später auch auf höchster Ebene mit einem 27. Platz in Planica seine ersten Punktgewinne im Grand Prix. Bei den Nordischen Junioren-Skiweltmeisterschaften 2019 in Lahti lief er sowohl im Einzel nach der Gundersen-Methode als auch im Sprint unter die besten Dreißig und wurde darüber hinaus Fünfter mit dem Team. Wenige Tage später verpasste er gemeinsam mit Marjan Jelenko, Ožbej Jelen und Vid Vrhovnik als Vierter im Teamwettbewerb in Eisenerz knapp das Podest im Continental Cup.
Im Sommer 2019 war Jelen in Oberwiesenthal Teil des slowenischen Teams beim erstmals ausgetragenen Mixed-Team-Wettbewerb im Grand Prix, doch konnte er zusammen mit Vid Vrhovnik, Ema Volavšek und Silva Verbič nur den neunten und somit vorletzten Platz erreichen. Im weiteren Verlauf des Grand Prix lief Jelen dreimal in die Punkteränge und belegte schließlich den 55. Platz in der Gesamtwertung. Mitte Dezember 2019 startete Jelen in Park City im Continental Cup in den Winter, wo er unter anderem mit dem siebten Rang im Massenstart auf sich aufmerksam machen konnte. Am 21. Dezember 2019 erfolgte daher in der Ramsau sein Debüt im Weltcup und belegte dabei Platz 37. Ende Dezember 2019 wurde Jelen slowenischer Meister in Planica. Nach weiteren erfolglosen Versuchen im Weltcup stellte sich Jelen ab Mitte Januar wieder im zweitklassigen Continental Cup der Konkurrenz. Sein bestes Saisonergebnis erzielte er mit dem fünften Rang im Gundersen Einzel in Planica. Diese Leistung konnte er bei den Nordischen Junioren-Skiweltmeisterschaften 2020 in Oberwiesenthal bestätigen. So verpasste er im Zielsprint gegen Gaël Blondeau nur um Sekundenbruchteile die Bronzemedaille. Zudem wurde er jeweils Achter im Team sowie im erstmals ausgetragenen Mixed-Team-Wettbewerb. Die Saison schloss er auf Rang 17 im Continental Cup ab.

## Statistik

### Grand-Prix-Platzierungen
| Saison | Platz | Punkte |
| ------ | ----- | ------ |
| 2018   | 62.   | 004    |
| 2019   | 55.   | 013    |

### Continental-Cup-Platzierungen
| Saison  | Platz | Punkte |
| ------- | ----- | ------ |
| 2019/20 | 17.   | 221    |